# Fire of Love
Fire of Love — дебютный студийный альбом американской группы The Gun Club, изданный в 1981 году.

## Об альбоме
Fire of Love представляет собой уникальное сочетание панк-рока с блюзом и пост-панка с кантри. Новаторский в плане звучания, дебют The Gun Club сыграл ключевую роль в становлении жанров панк-блюз и сайкобилли, а также послужил вдохновением для исполнителей гаражного рока, таких как Джек Уайт, который в интервью Mojo сказал об альбоме: «Sex Beat, She’s Like Heroin to Me, For The Love of Ivy… почему этим песням не учат в школах?».

## Список композиций
Первая сторона
| №  | Название                  | Длительность |
| -- | ------------------------- | ------------ |
| 1. | «Sex Beat»                | 2:47         |
| 2. | «Preaching the Blues»     | 4:01         |
| 3. | «Promise Me»              | 2:37         |
| 4. | «She's Like Heroin to Me» | 2:36         |
| 5. | «For the Love of Ivy»     | 5:36         |
| 6. | «Fire Spirit»             | 2:52         |

Вторая сторона
| №   | Название               | Длительность |
| --- | ---------------------- | ------------ |
| 7.  | «Ghost on the Highway» | 2:46         |
| 8.  | «Jack on Fire»         | 4:45         |
| 9.  | «Black Train»          | 2:12         |
| 10. | «Cool Drink of Wate»   | 6:18         |
| 11. | «Goodbye Johnny»       | 3:46         |

## Участники записи
- Джеффри Ли Пирс — вокал, слайд-гитара
- Уорд Дотсон — гитара
- Роб Риттер — бас-гитара
- Терри Грэхэм — ударные